# Juan Carlos Quero
Juan Carlos Quero Porras, más conocido como Quero, (nacido el 12 de agosto de 1972) es un futbolista español. Quero jugaba en la posición de delantero centro.Actualmente es entrenador en el Club Atlético Espeleño.

## Carrera

### Jugador
Criado en la cantera del C.D. Málaga, en la temporada 1994-95 ficha por el Córdoba CF donde jugará seis temporadas.
Debido a la poca participación que estaba teniendo en el Córdoba decide marcharse al Zamora CF con el que casi logra el ascenso a la Segunda División en la temporada 2000-01. La siguiente temporada logra el que a la postre será su récord personal de goles en una temporada: Dieciocho. En la temporada 2002-03 se une al C.D. Castellón con el se queda a las puertas de la Segunda División nuevamente. La temporada siguiente es cedido al C.D. Linares.
En el mercado invernal de la temporada 2004-05 abandona el Écija Balompié para volver al Zamora CF, con el que fichó por lo que quedaba de temporada y una más. Del equipo castellano-leonés pasó a las filas de la Unió Esportiva Sant Andreu.
En la temporada 2006-07 ficha por el C.D. Villanueva.
Al desaparecer el Villanueva fichó por el  U.D. Alzira por lo que quedaba de temporada y al finalizarla, fichó por el Manchego Ciudad Real.
En la temporada fichó por dos temporadas el C.D. Pozoblanco. Jugó con el club pozoalbense un total de 66 partidos y anotó cuatro goles

### Entrenador
Comenzó entrenando en el Deportivo Córdoba y el Séneca C.F. Con el Séneca logró el ascenso a División Honor en categoría cadete.
En la temporada 2018-19 logró el ascenso a Tercera División con el C.D. Pozoblanco. Este logro le obligó a abandonar el banquillo del club vallesano debido a carecer de una licencia para entrenar en dicha división en aquella época. Tras abandonar las filas del Pozoblanco decide marcharse al Club Atlético Espeleño con el que asciende a Tercera Federación en la temporada 2021-22.

## Clubes

### Jugador
| Club            | País   | Año        |
| --------------- | ------ | ---------- |
| CA Malagueño    | España | 1990-1991  |
| CD Málaga       | España | 1991-1992  |
| CP Mérida       | España | 1992-1994  |
| Real Valladolid | España | 1994-1995  |
| Córdoba CF      | España | 1994-2000  |
| Zamora CF       | España | 2000-2002  |
| CD Castellón    | España | 2002-2004  |
| CD Linares      | España | 2003-2004  |
| Écija Balompié  | España | 2004-2005  |
| Zamora CF       | España | 2004-2005  |
| UE Sant Andreu  | España | 2005-2006  |
| CD Villanueva   | España | 2006-2007  |
| UD Alzira       | España | 2008-2009  |
| Manchego        | España | 2009       |
| CD Pozoblanco   | España | 2009- 2011 |
| FC Aguilarense  | España | 2011- 2012 |

### Entrenador
| Club            | País   | Año           |
| --------------- | ------ | ------------- |
| C.D. Pozoblanco | España | 2018-2019     |
| C.A. Espeleño   | España | 2020-Presente |

## Palmarés

### Jugador
| Título             | Club           | Año     |
| ------------------ | -------------- | ------- |
| Segunda División B | Córdoba C.F.   | 1994-95 |
| Segunda División B | Córdoba C.F.   | 1996-97 |
| Segunda División B | C.D. Castellón | 2002-03 |